# Pagode de la paix de Vienne
La Pagode de la paix de Vienne est un stupa bouddhiste situé sur le Danube à Vienne. C'est l'une des quelque 80 pagodes de la paix existantes au monde (en 2011).
La construction du stupa a eu lieu entre 1982 et 1983 selon les plans de l'architecte Franz Richard Schnabel  et a été réalisée par des moines japonais de l'ordre Nipponzan-Myōhōji. La cérémonie d'ouverture a eu lieu le 25 septembre 1983, en présence du fondateur de l'ordre Nipponzan Myōhōji Nichidatsu Fujii (藤井 日 達; 1885–1985) et de représentants de divers ordres et traditions bouddhistes.
Le stupa mesure environ 26 mètres de haut. La figure centrale du Bouddha représente Bouddha Shakyamuni, les 7 reliefs représentent des scènes de la vie du fondateur de la religion Siddhartha Gautama – de la naissance, en passant par l'éveil, l'enseignement et la mort.
La pagode de la paix est ouverte au public et accueille régulièrement des événements tels que le festival Vesakh la communauté bouddhiste de Vienne et la cérémonie de commémoration à l'occasion de l'anniversaire du bombardement atomique de Nagasaki.
Il y a aussi un temple bouddhiste près du stupa, dirigé par le moine japonais Gyosei Masunaga.